# Changwon
Changwon es la capital de la provincia de Gyeongsang del Sur en Corea del Sur. La ciudad está situada aproximadamente a 40 km al este de Busán y, a septiembre de 2024, tiene una población aproximada de 1 000 000 de habitantes.
Es la única ciudad de Corea proyectada para ser lo que es hoy en día. Fue escogida en 1974 para ser sede de un complejo industrial y residencial, así como futura capital de la provincia, y en ese sentido ha crecido desde entonces. 
A diferencia de la mayoría de las ciudades coreanas que son simples aglomeraciones urbanas, Changwon tiene muchos parques y zonas verdes que dan un carácter bastante diferente.
La ciudad tiene dos grandes centros comerciales, Lotte y Daedong, también EMart y Tesco Homeplus. Tiene también 20 salas de cine distribuidas en tres cines recientemente construidos al estilo occidental: Lotte, CGV y Megaline.
Quizás el enclave turístico más conocido es la Reserva de Junam, el humedal más grande de Corea y lugar de migración de un número muy importante de aves. Durante la temporada de invierno, en el momento más álgido, pueden verse diariamente un promedio de 30 a 40,000 aves.
Changwon es un polo industrial que cuenta entre otras con empresas de la talla de Samsung, GM-Daewoo y LG Electronics.